# زیردریایی آی-۱۲۴
زیردریایی آی-۱۲۴ (به انگلیسی: Japanese submarine I-124) یک زیردریایی بود که طول آن ۸۵٫۲۰ متر (۲۷۹ فوت ۶ اینچ) بود. این زیردریایی در سال ۱۹۲۷ ساخته شد.